# Финал Кубка СССР по футболу 1953
Финал Кубка СССР по футболу 1953 состоялся 10 октября 1953 года. Московское «Динамо» переиграло куйбышевский «Зенит» со счётом 1:0 и стало обладателем Кубка СССР.

## Путь к финалу
| Динамо (Москва)    | Динамо (Москва) | Динамо (Москва) | Этап       | Зенит (Куйбышев)   | Зенит (Куйбышев) | Зенит (Куйбышев) |
| ------------------ | --------------- | --------------- | ---------- | ------------------ | ---------------- | ---------------- |
| Соперник           | Место           | Счёт            |            | Соперник           | Место            | Счёт             |
| Динамо (Ленинград) | Дома            | 2:2             | 1/8 финала |                    |                  |                  |
| Динамо (Ленинград) | Дома            | 3:0             | 1/8 финала |                    |                  |                  |
| Динамо (Тбилиси)   | Дома            | 1:0             | 1/4 финала | Торпедо (Москва)   | В гостях         | 1:0              |
| Шахтёр (Сталино)   | Дома            | 1:0             | 1/2 финала | Локомотив (Москва) | В гостях         | 2:0              |

## Ход финального матча
Куйбышевский «Зенит» впервые вышел в финал Кубка СССР по футболу, а для московского «Динамо» этот финал был уже пятым при одной победе в нём. До этого матча команды лишь раз сходились на какой-либо из стадий этого турнира: в 1/2 финала Кубка СССР 1950 года «Динамо» дома разгромило волжан (7:0), хет-триком отметился Сергей Соловьёв, дублем — Константин Бесков.
Матч стал первым финалом Кубка СССР, сыгранным при искусственном освещении.
С самого начала встречи москвичи начали атаковать ворота соперника. Особенно в организации нападения выделялись Бесков и Сергей Сальников, которые на 7-й минуте и привели к взятию ворот «Крыльев». Бесков отдал точную передачу на выходящего Сальникова, и тот отметился результативным ударом. Волжане пытались восстановить равновесие в матче, но встречали на своём пути надёжную игру обороны «Динамо». Москвичи же продолжали создавать опасные моменты, несколько раз опасно бил по воротам волжан Владимир Рыжкин.
Во втором тайме игра выровнялась. На 58-й минуте у куйбышевцев появился шанс для взятия ворот, когда вратарь «Динамо» Лев Яшин выбил мяч, бросившись в ноги прорывавшегося к воротам Виктора Бровкина. Отскочивший мяч вынес с линии ворот защитник москвичей Борис Кузнецов. В этом же эпизоде Яшин получил травму, и его заменил молодой голкипер Владимир Беляев. В последние минуты матча куйбышевские футболисты подали несколько угловых, однако изменить счёт им не удалось. Московское «Динамо» во второй раз стало обладателем Кубка СССР по футболу.

## Финал
| Динамо (Москва) | 1:0   | Зенит (Куйбышев) |
| --------------- | ----- | ---------------- |
| Сальников 7′    | Отчёт |                  |

| ДИНАМО:         |  |                       |  |     |
|                 |  |                       |  |     |
| Вр              |  | Лев Яшин              |  | 59' |
| Зщ              |  | Анатолий Родионов     |  |     |
| Зщ              |  | Константин Крижевский |  |     |
| Зщ              |  | Борис Кузнецов        |  |     |
| ПЗ              |  | Алексей Водягин       |  |     |
| ПЗ              |  | Евгений Байков        |  |     |
| ПЗ              |  | Владимир Рыжкин       |  |     |
| ПЗ              |  | Константин Бесков     |  |     |
| ПЗ              |  | Владимир Савдунин     |  |     |
| Нап             |  | Сергей Сальников      |  | 70' |
| Нап             |  | Владимир Шабров       |  |     |
| Замены:         |  |                       |  |     |
| Вр              |  | Владимир Беляев       |  | 59' |
| Нап             |  | Владимир Ильин        |  | 70' |
| Главный тренер: |  |                       |  |     |
| Михаил Якушин   |  |                       |  |     |

| ЗЕНИТ:          |  |                      |  |     |
|                 |  |                      |  |     |
| Вр              |  | Владимир Корнилов    |  |     |
| Зщ              |  | Александр Скорохов   |  |     |
| Зщ              |  | Игорь Гаврилов       |  |     |
| Зщ              |  | Иван Ширяев          |  |     |
| ПЗ              |  | Виктор Карпов        |  |     |
| ПЗ              |  | Виктор Кирш          |  |     |
| ПЗ              |  | Виктор Бровкин       |  |     |
| ПЗ              |  | Виктор Ворошилов 55' |  |     |
| Нап             |  | Александр Гулевский  |  |     |
| Нап             |  | Борис Запрягаев      |  | 70' |
| Нап             |  | Фёдор Новиков        |  |     |
| Замены:         |  |                      |  |     |
| Нап             |  | Вадим Редкин         |  | 70' |
| Главный тренер: |  |                      |  |     |
| Пётр Бурмистров |  |                      |  |     |